# Alfredo Cifuentes Gómez
Alfredo Cifuentes Gómez (ur. 8 lutego 1890 w Santiago de Chile, zm. 13 października 1989) – chilijski duchowny katolicki, arcybiskup metropolita La Sereny w latach 1943-1967.

## Życiorys
Święcenia kapłańskie otrzymał 19 października 1913 i inkardynowany został do stołecznej archidiecezji Santiago de Chile.
23 grudnia 1933 papież Pius XI mianował go ordynariuszem ówczesnej diecezji Antofagasta. Sakry udzielił mu bp Gilberto Fuenzalida Guzmán. Od 5 czerwca 1943 do przejścia na emeryturę w dniu 10 marca 1967 był arcybiskupem metropolitą La Sereny.
W chwili śmierci był najstarszym katolickim biskupem.